# Relações entre Bangladesh e Vietnã
As relações entre Bangladesh e Vietnã referem-se às relações bilaterais os países.

## História
Bangladesh apoiou o povo vietnamita e, em 11 de fevereiro de 1973, estabeleceu laços com o Vietnã e realizou protestos em apoio ao Vietnã. Bangladesh foi o segundo país asiático e o primeiro do sul da Ásia a reconhecer e estabelecer relações diplomáticas em nível de embaixador com o Governo Revolucionário Provisório da República do Vietnã do Sul (julho de 1973). A primeira-ministra Khaleda Zia foi a primeira chefe de governo de Bangladesh a visitar o Vietnã em maio de 2004. Em 2013, as duas nações comemoraram o 40º aniversário do estabelecimento de laços diplomáticos. Bangladesh e Vietnã têm embaixadas nos países um do outro. A primeira-ministra Sheikh Hasina visitou o Vietnã em 2012 para fortalecer os laços entre as duas nações. O presidente de Bangladesh, Abdul Hamid, fez uma visita de Estado ao Vietnã em agosto de 2015. Ele foi recebido pelo presidente do Vietnã, Truong Tan Sang.

## Relações econômicas
Bangladesh é um grande importador de cimento do Vietnã. Em 2016, Bangladesh importou cimento no valor de US$ 141 milhões do Vietnã. A Vinamilk, empresa de laticínios do Vietnã, fez uma parceria com a empresa Bigbiz em Bangladesh para vender seus produtos no país em janeiro de 2017. No período entre 2013 e 2014, Bangladesh exportou US$ 55,95 milhões em mercadorias para o Vietnã e importou mercadorias no valor de US$ 582,24 milhões.
As receitas de exportação de Bangladesh do Vietnã totalizaram US$ 53,47 milhões no ano fiscal de 2018-19. Durante o período, os 10 principais produtos exportados, que representaram 54,81% das exportações, foram:
- Tripas, bexigas e estômagos frescos, resfriados e congelados de animais;

- Couro de animais sem pelos;

- Fios simples de juta e outras fibras têxteis;

- Sacos e sacolas de juta;

- Escória e borra da fabricação de ferro ou aço;

- Sementes de gergelim;

- Medicamentos de produtos mistos ou não misturados;

- Juta crua;

- Camisetas de malha de algodão;

- Coletes de malha de algodão.

No ano fiscal de 2017-18, as importações de Bangladesh do Vietnã atingiram US$ 594,69 milhões. Os 10 principais itens importados por Bangladesh do Vietnã foram:
- Cimento e clínquer;

- Arroz;

- Aparelhos telefônicos e telefones celulares;

- Seixos, pedras e cascalho;

- Fios de algodão que não sejam linhas de costura;

- Fios de filamentos sintéticos;

- Couro preparado após curtimento ou crostas;

- Estruturas e partes de estruturas;

- Tecidos de fios de filamentos sintéticos;

- Borracha natural e gomas naturais semelhantes.[11]